# Solânea (ort)
Solânea är en ort i Brasilien.   Den ligger i kommunen Bananeiras och delstaten Paraíba, i den östra delen av landet, 1 700 km nordost om huvudstaden Brasília. Solânea ligger 188 meter över havet och antalet invånare är 17 030.
Terrängen runt Solânea är lite kuperad. Närmaste större samhälle är Guarabira, 12,4 km söder om Solânea.
Omgivningarna runt Solânea är huvudsakligen savann. Runt Solânea är det tätbefolkat, med 511 invånare per kvadratkilometer.